# Maternity (film 1917)
Maternity è un film muto del 1917 diretto da John B. O'Brien. La sceneggiatura di Shannon Fife si basa su un suo soggetto dal titolo The Cry of the Unborn.

## Produzione
Il film, che in origine aveva il titolo The Cry of the Unborn, fu prodotto dalla World Film.

## Distribuzione
Il copyright del film, richiesto dalla World Film Corp., fu registrato il 10 maggio 1917 con il numero LU10742.
Distribuito dalla World Film e presentato da William A. Brady, il film uscì nelle sale cinematografiche statunitensi 28 maggio 1917. In Portogallo, fu distribuito dalla Filmes Castello Lopes il 31 dicembre 1918 con il titolo Maternidade.